# Ростовська операція (1943)
Не варто плутати з Ростовськими операціями 1941 та 1942 років
Ростовська операція (1943) — наступальна операція радянських військ Південного фронту за сприянням Закавказького (з 24 січня 1943 — Північно-Кавказького фронту) під час проведення зимового наступу Червоної армії взимку 1942—1942 року. Метою операції ставилося розгромити німецькі війська на нижньому Дону, визволити Ростов-на-Дону та таким чином, відрізати північно-кавказьке угруповання Вермахту від основних сил. В результаті Ростовської операції радянські війська просунулися на глибину 300—450 км, звільнили більшу частину Ростовської області, завдали серйозної поразки групі армій «Дон» та 1-й танковій армії групи армій «A». Водночас, через нестачу сил, особливо рухомих військ, Південному фронту не вдалося своєчасно відрізати шляхи відходу противника з Північного Кавказу через Ростов на східну Україну.

## Хід операції
На початок 1943 року війська Сталінградського (з 1 січня 1943 — Південного фронту; 5-та ударна, 2-га гвардійська, 51-ша, 28-ма і з 6 лютого 44-та загальновійськові армії, за підтримки 8-ї повітряної армії; командувач — генерал-полковник А. І. Єрьоменко, з 2 лютого генерал-лейтенант, з 12 лютого генерал-полковник  Р. Я. Малиновський) в результаті проведення Котельніковської операції вийшли на лінію Лозна-Приютне. Радянським військам на цьому напрямку протистояли оперативна група Голлідта та відновлена після розгрому під Сталінградом 4-та німецька танкова армія групи армій «Дон» (з 13 лютого — «Південь»; командувач — генерал-фельдмаршал Е. Манштейн).
Замислом радянського командування планувалося завдати головний удар правим крилом фронту (5-та ударна та 2-га гвардійська армії) у загальному напрямку на Ростов, та відрізати шляхи відступу на північ формуванням групи армій «A» з Північного Кавказу; одночасно арміям лівого крила фронту (51-ша та 28-ма армії) наступати через Сальськ на Тихорєцьк, назустріч військам Закавказького фронту, з метою оточення на знищення ворожого угруповання в межиріччі Кубані та Манича.
У разі успіху та взяття радянськими військами Ростова, група армій «A» могла бути відрізана від основних сил і потрапити в гігантський «мішок». На початок операції війська Південного фронту знаходилися приблизно в 200 км на схід від Ростова.
1 січня 1943 війська Південного фронту генерала Єрьоменко перейшли в наступ. Долаючи запеклий опір противника і відбиваючи його контрудари, вони за два тижні боїв просунулися на 150—200 км і вийшли до закруту Дону і до Маничського каналу. З'єднання 2-ї гвардійської армії (генерал-лейтенант Р. Я. Малиновський) до середини січня вийшли на відстань в 50-60 км від Ростова. На цьому рубежі бої набули наполегливого і затяжного характеру. У другій половині січня війська фронту зосередили основні зусилля на розгром військ Вермахту на ближніх підступах до Ростова. До 20 січня передові частини фронту вийшли в район станиці Маницька (на річці Манич) і виявилися приблизно в 50 км від Ростова. Авангардний загін навіть увірвався в Батайськ. Одночасно північний фланг Південного фронту атакував у закруті Дону оперативну групу генерала К. Голлідта, яка обороняла цей район, щоб скувати німецькі сили в центрі. Проте, частині сил 1-ї танкової армії (генерал Е.фон Маккензен), що відходила з Кавказу через Ростовський коридор, вдалося досягти району Манич і зайняти там оборону спільно з підрозділами 4-ї танкової армії (генерал Г. Гот), що захищала рубіж.
До кінця 23 січня радянські війська вийшли на рубіж Сіверський Донець, Дон, Веселий, Цілина, де знову розгорнулися запеклі і затяжні бої. Німці спиралися на добре підготовлені позиції в районі Ростова з розвиненою мережею комунікацій (у тому числі залізниця Тихорєцька — Ростов), що дозволяло їм легко здійснювати перекидання сил і засобів на загрозливі ділянки. Радянські ж війська, що наступали по безкрайніх степових просторах з глибоким сніговим покривом, звідували серйозні труднощі. Армії, що вели наступ, мали розтягнуті комунікації та відірвалися від армійських баз постачання на 350—400 км, чим розгубили значну частину наступальної мощі.
24-26 січня підрозділам 2-ї гвардійської армії, що прорвався до Манича, довелося відбивати сильні контратаки німецьких танкових військ (до 150 танків), що підійшли з півдня, яких підтримали до 4 полків мотопіхоти. У ході запеклих боїв німцям вдалося очистити Батайськ і відкинути радянські частини за Манич. У результаті Червона Армія не змогла своєчасно перерізати комунікації 1-й танковій армії і запобігти її відхід з Північного Кавказу. Велику роль у зриві радянського плану відіграла наполеглива оборона оточеної в Сталінграді 6-ї армії Ф. Паулюса, яка відтягнула на себе 7 радянських армій (більше за 210 тис. чол.), значно скоротивши чисельність сил Червоної Армії на ростовському напрямку.
Поступово просуваючись вперед, зламавши опір німецьких військ, Червона армія врешті-решт 7 лютого звільнила Батайськ і Азов, 12 лютого — Шахти, 13 лютого — Новочеркаськ, 14 лютого — Ростов. Німецьке командування було змушене відводити свої війська на заздалегідь підготовлений оборонний рубіж по р. Міус. Спроба військ Південного фронту прорвати цей оборонний рубіж з ходу успіху не мала, і 18 лютого війська фронту перейшли до оборони. Фронт на даній ділянці стабілізувався.

## Відео
- Освобождение Ростова-на-Дону 14 февраля 1943 года [Архівовано 21 лютого 2016 у Wayback Machine.]